# Litostigma
Litostigma je biljni rod trajnica iz porodice gesnerijevki raširen od srednje Kine do sjevernog Vijetnama.

## Etimologija
Ime roda dolazi od grčkog litos = običan, jednostavan i latinskog stigma = stigma, aludirajući na jednostavnu strukturu stigme. 

## Opis
Litostigma je rod azijskih rizomatskih gesnerijevki bez stabljike, opisan 2010. godine sa dvije vrste; 2021. otkrivene su još dvije vrste na vapnenačkom kršu u jugozapadnoj Kini i susjednom Vijetnamu. 
Broj kromosoma: nepoznat.

## Vrste
1. Litostigma coriaceifolium Y.G.Wei, F.Wen & Mich.Möller
2. Litostigma crystallinum Y.M.Shui & W.H.Chen
3. Litostigma napoense Y.Feng Huang, B.M.Wang & Y.S.Chen;  otkrivena 2021.
4. Litostigma pingbianense Y.S.Chen & B.M.Wang;  otkrivena 2021.